# Унион Титус Петанж
Унион Титус Петанж (Union Titus Pétange), УТ Петанж или просто Петанж е футболен клуб от град Петанж, Люксембург. Състезава се в Националната дивизия на Люксембург (Най-висшето ниво на футбола в Люксембург). Играе срещите си на „Градския стадион“ в Петанж с капацитет 2400 зрители.
Основан на 29 април 2015 година след сливането на „КС Петанж“ и „ФК Титус Ламаделен“.

## Успехи
- Национална дивизия на Люксембург:
 (Висша лига)
  - 6-о място (1): 2016/17